# ジェイリン・デービス
ジェイリン・マリク・デービス（Jaylin Malik Davis, 1994年7月1日 - ）は、アメリカ合衆国ノースカロライナ州グリーンズボロ出身のプロ野球選手（外野手）。右投右打。北米独立リーグであるアメリカン・アソシエーションのミルウォーキー・ミルクメン所属。

## 経歴

### プロ入りとツインズ傘下時代
2015年のMLBドラフト24巡目（全体710位）でミネソタ・ツインズから指名され、プロ入り。またこの時、チームメイトだったジェフリー・スプリングスも30巡目（全体888位）でテキサス・レンジャーズから指名されている。
2016年、傘下のアパラチアンリーグのルーキー級エリザベストン・ツインズでプロデビュー。A級シーダーラピッズ・カーネルズでもプレーし、2球団合計で64試合に出場して打率.255、16本塁打、41打点、5盗塁を記録した。
2017年はA級シーダーラピッズとA+級フォートマイヤーズ・ミラクルでプレーし、2球団合計で125試合に出場して打率.253、15本塁打、66打点、10盗塁を記録した。
2018年はA+級フォートマイヤーズとAA級チャタヌーガ・ルックアウツでプレーし、2球団合計で120試合に出場して打率.273、11本塁打、53打点、8盗塁を記録した。オフにはアリゾナ・フォールリーグに参加し、ソルトリバー・ラフターズに所属した。
2019年はAA級ペンサコーラ・ブルーワフーズとAAA級ロチェスター・レッドウイングスでプレーした。

### ジャイアンツ時代
2019年7月31日にサム・ダイソンとのトレードで、プレランダー・ベローア、鄧愷威と共にサンフランシスコ・ジャイアンツへ移籍した。移籍後は傘下のAAA級サクラメント・リバーキャッツでプレーした。9月4日にメジャー契約を結んでアクティブ・ロースター入りすると、同日のセントルイス・カージナルス戦にて「7番・右翼手」で先発出場してメジャーデビュー（この試合の結果は3打数1安打1四球）。この年メジャーでは17試合に出場して打率.167、1本塁打、3打点、1盗塁を記録した。
2020年は4試合に出場して打率.167、1本塁打、1打点を記録した。
2021年は5試合に出場して打率.111という成績だった。
2022年4月21日にDFAとなった。

### レッドソックス時代
2022年4月28日にウェイバー公示を経てボストン・レッドソックスへ移籍した。2試合に出場後の5月2日に傘下のAAA級ウースター・レッドソックスへ降格し、5月14日にDFA、18日にマイナー契約となった（そのままAAA級ウースター所属）。7月23日にメジャー契約を結んでアクティブ・ロースター入りした。9月12日にDFAとなり、14日にウェイバー公示を経てマイナー契約でAAA級ウースターへ送られた。オフの10月6日にFAとなった。

### メッツ傘下時代
2023年2月24日にニューヨーク・メッツとマイナー契約を結んだ。AAA級シラキュース・メッツで74試合に出場して打率.220、13本塁打、47打点を記録したが、7月16日に自由契約となった。

### 独立リーグ時代
2024年5月1日にアメリカン・アソシエーションのミルウォーキー・ミルクメンと契約した.。

## 詳細情報

### 年度別打撃成績
| 年 度    | 球 団    | 試 合 | 打 席 | 打 数 | 得 点 | 安 打 | 二 塁 打 | 三 塁 打 | 本 塁 打 | 塁 打 | 打 点 | 盗 塁 | 盗 塁 死 | 犠 打 | 犠 飛 | 四 球 | 敬 遠 | 死 球 | 三 振 | 併 殺 打 | 打 率 | 出 塁 率 | 長 打 率 | O P S |
| -------- | -------- | ----- | ----- | ----- | ----- | ----- | -------- | -------- | -------- | ----- | ----- | ----- | -------- | ----- | ----- | ----- | ----- | ----- | ----- | -------- | ----- | -------- | -------- | ----- |
| 2019     | SF       | 17    | 47    | 42    | 2     | 7     | 0        | 0        | 1        | 10    | 3     | 1     | 2        | 0     | 0     | 3     | 0     | 2     | 11    | 1        | .167  | .255     | .238     | .493  |
| 2020     | SF       | 4     | 12    | 12    | 2     | 2     | 0        | 0        | 1        | 5     | 1     | 0     | 0        | 0     | 0     | 0     | 0     | 0     | 6     | 0        | .167  | .167     | .417     | .584  |
| 2021     | SF       | 5     | 9     | 9     | 1     | 1     | 1        | 0        | 0        | 2     | 0     | 0     | 0        | 0     | 0     | 0     | 0     | 0     | 1     | 1        | .111  | .111     | .222     | .333  |
| 2022     | BOS      | 12    | 27    | 24    | 4     | 8     | 1        | 0        | 0        | 9     | 2     | 0     | 0        | 0     | 0     | 3     | 0     | 0     | 11    | 0        | .333  | .407     | .375     | .782  |
| MLB：4年 | MLB：4年 | 38    | 95    | 87    | 9     | 18    | 2        | 0        | 2        | 26    | 6     | 1     | 2        | 0     | 0     | 6     | 0     | 2     | 29    | 2        | .207  | .274     | .299     | .573  |

- 2022年度シーズン終了時

### 年度別守備成績
| 年 度 | 球 団 | 左翼（LF） | 左翼（LF） | 左翼（LF） | 左翼（LF） | 左翼（LF） | 左翼（LF） | 右翼（RF） | 右翼（RF） | 右翼（RF） | 右翼（RF） | 右翼（RF） | 右翼（RF） |
| 年 度 | 球 団 | 試 合      | 刺 殺      | 補 殺      | 失 策      | 併 殺      | 守 備 率   | 試 合      | 刺 殺      | 補 殺      | 失 策      | 併 殺      | 守 備 率   |
| ----- | ----- | ---------- | ---------- | ---------- | ---------- | ---------- | ---------- | ---------- | ---------- | ---------- | ---------- | ---------- | ---------- |
| 2019  | SF    | -          | -          | -          | -          | -          | -          | 15         | 24         | 0          | 0          | 0          | 1.000      |
| 2020  | SF    | -          | -          | -          | -          | -          | -          | 4          | 8          | 1          | 1          | 0          | .900       |
| 2021  | SF    | 2          | 1          | 0          | 0          | 0          | 1.000      | 1          | 3          | 1          | 0          | 1          | 1.000      |
| MLB   | MLB   | 2          | 1          | 0          | 0          | 0          | 1.000      | 20         | 35         | 2          | 1          | 1          | .974       |

- 2021年度シーズン終了時

### 背番号
- 49（2019年 - 2021年）
- 43（2022年）